# バクザン市
バクザン市 (北江市、ベトナム語：Thành phố Bắc Giang / 城庯北江,  listen、「バクジャン市」ともいい) は、ベトナムのバクザン省の省都。名称は、漢越詞で「江の北」を意味する。トゥオン川（滄江）は町の南部を通り、ハイフォンへ向かっている。
1466年に最初に設立されたバクザン省の名は非常に古いが、この名称の都市は歴史上になかった。この都市はかつて存在したラントゥオン（諒滄）地区からの独立によってつくられた。スオイモー（Suối Mỡ, 𤂬𦟐）温泉地域は、町の中心部から37kmの場所にある。アメリカ、ウィスコンシン州、マディソンとの姉妹都市プロジェクトとしてバクザン平和公園がある。

## 行政区画
以下の10坊6社を管轄する。
- ダーマイ坊（Đa Mai / 多枚）
- ジンケー坊（Dĩnh Kế / 郢計）
- ホアンヴァントゥー坊（Hoàng Văn Thụ / 黃文樹）
- レーロイ坊（Lê Lợi / 黎利）
- ミードー坊（Mỹ Độ / 美渡）
- ゴークエン坊（Ngô Quyền / 吳權）
- トースオン坊（Thọ Xương / 壽昌）
- チャングエンハン坊（Trần Nguyên Hãn / 陳元扞）
- チャンフー坊（Trần Phú / 陳富）
- スオンザン坊（Xương Giang / 昌江）
- ジンチー社（Dĩnh Trì / 郢池）
- ドンソン社（Đồng Sơn / 同山）
- ソンケー社（Song Khê / 雙溪）
- ソンマイ社（Song Mai / 雙枚）
- タンミー社（Tân Mỹ / 新美）
- タンティエン社（Tân Tiến / 新進）

## 交通
- ベトナム鉄道ハノイ・ドンダン線
  - バクザン駅

## ギャラリー

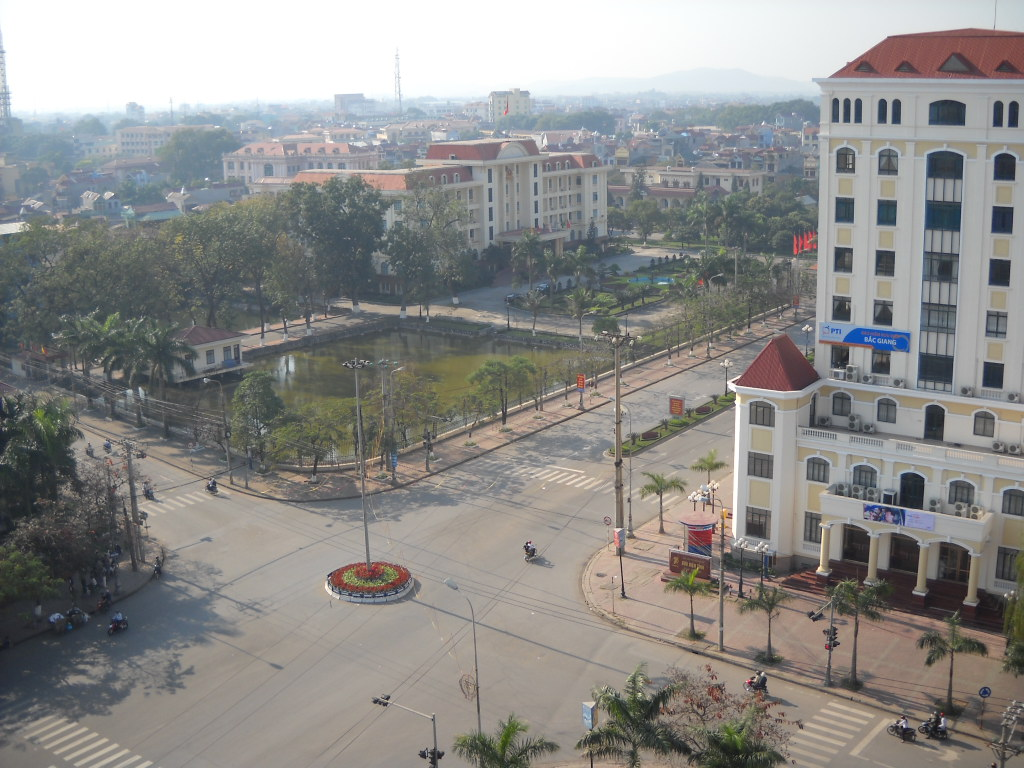
市街地
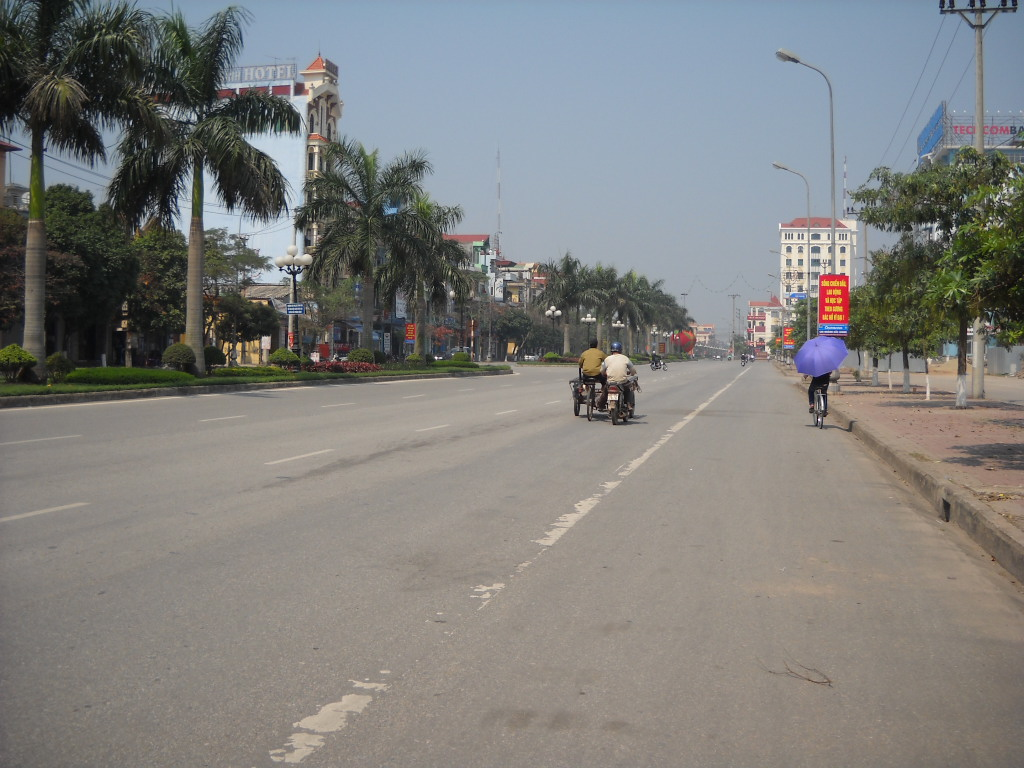
市街地
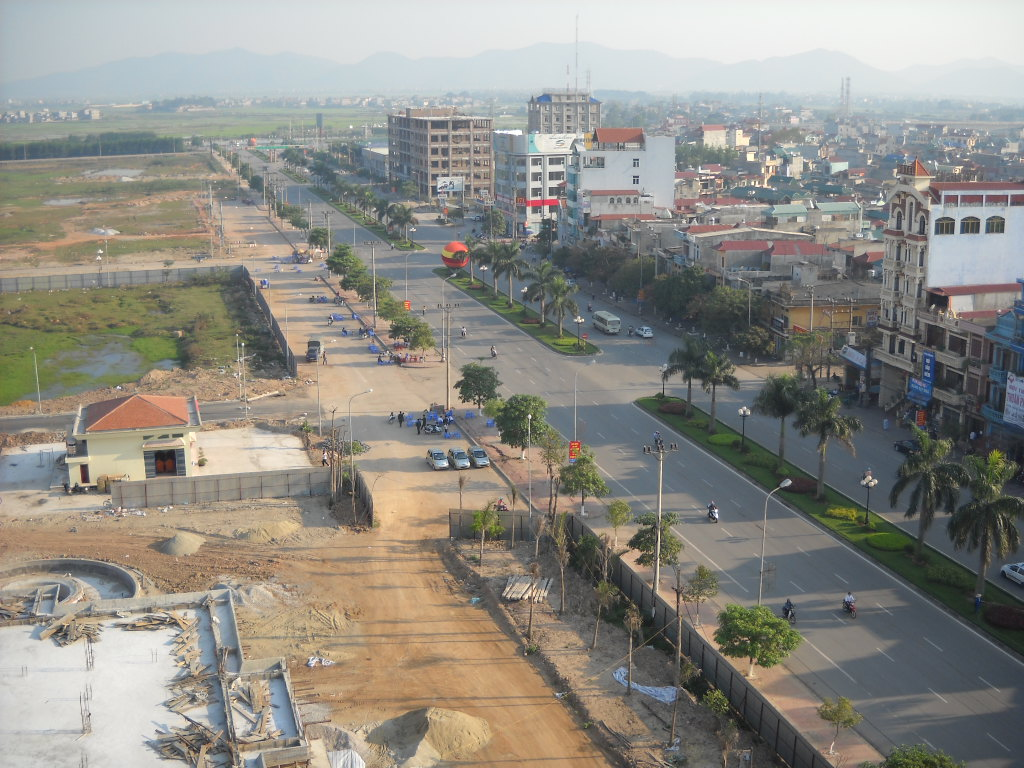
市街地
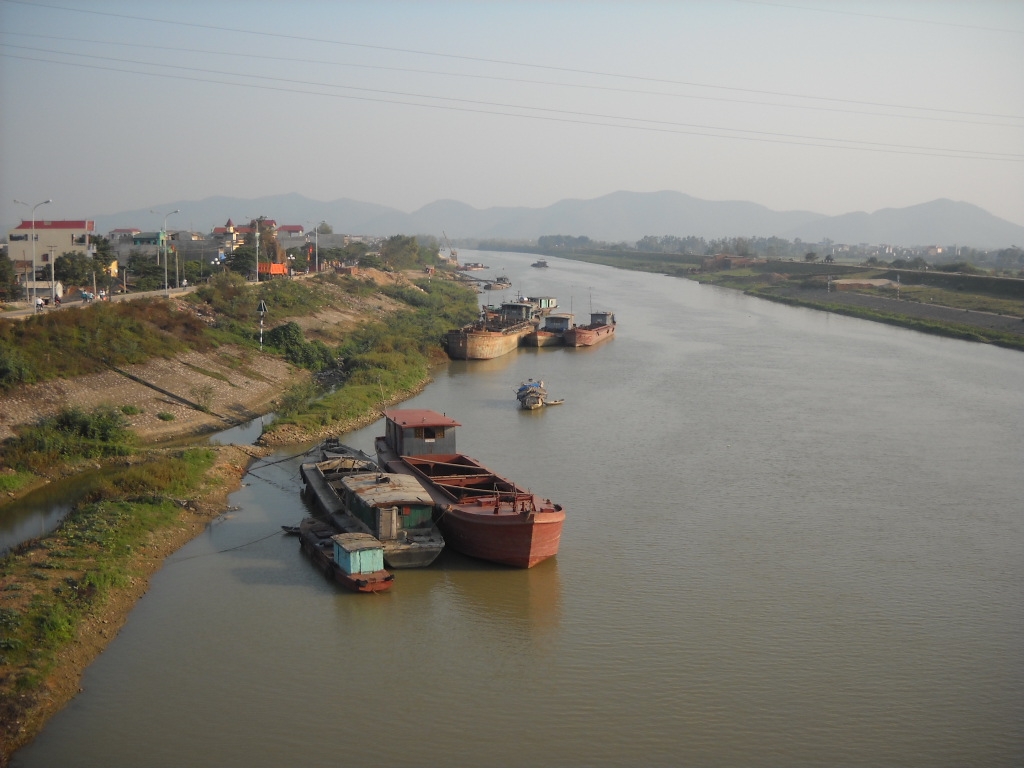
郊外を流れるトゥオン川
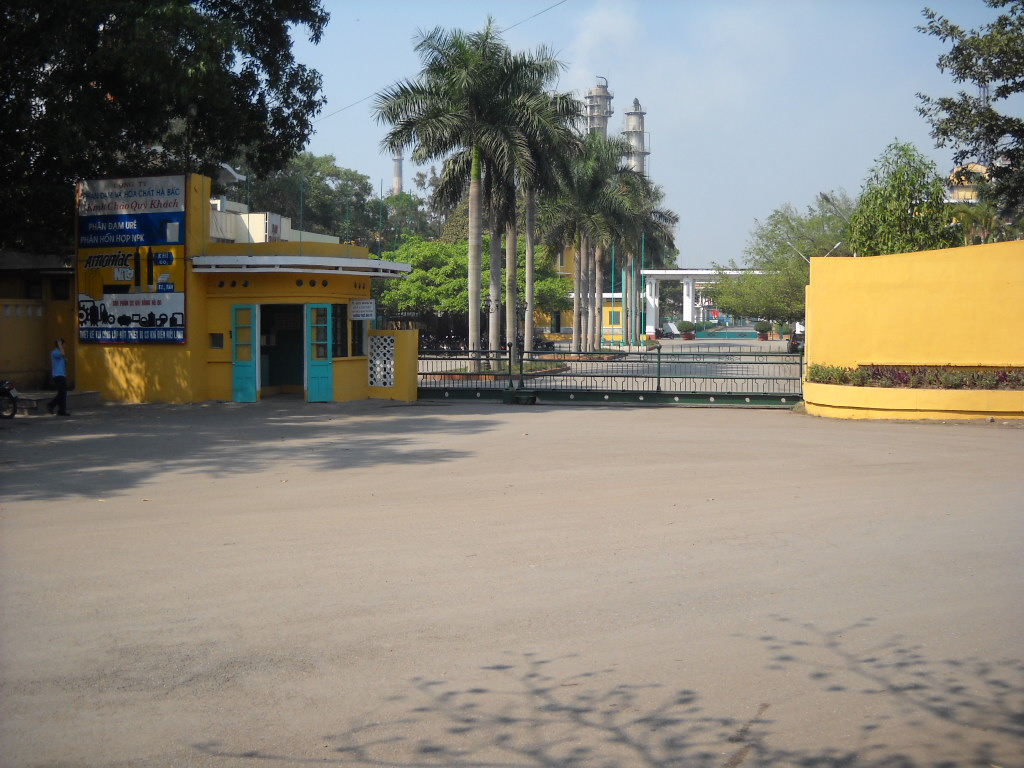
市内の工場